# Lejeunea angusta
Lejeunea angusta là một loài Rêu trong họ Lejeuneaceae. Loài này được (Lehm. & Lindenb.) Mont. mô tả khoa học đầu tiên năm 1842.